# Walter James Fitzgerald
Walter James Fitzgerald SJ (* 17. November 1883 in Peola, Washington; † 19. Juli 1947) war ein US-amerikanischer römisch-katholischer Ordensgeistlicher und Apostolischer Vikar von Alaska.

## Leben
Walter James Fitzgerald trat dem Jesuitenorden bei und empfing am 16. Mai 1918 das Sakrament der Priesterweihe.
Papst Pius XI. ernannte ihn am 14. Dezember 1938 zum Koadjutor des Apostolischen Vikars von Alaska und zum Titularbischof von Tymbrias. Der Apostolische Vikar von Alaska, Joseph Crimont, spendete ihm am 24. Februar des folgenden Jahres die Bischofsweihe; Mitkonsekratoren waren der Bischof von Spokane, Charles Daniel White, und der Bischof von Sacramento, Robert John Armstrong.
Mit dem Tod von Joseph Raphael John Crimont am 20. Mai 1945 folgte er diesem als Apostolischer Vikar von Alaska nach.